# Померање транспортера са траком
Померање транспортера са траком је процес који се врши периодично и то када багер који откопава у блоку не може више при проласку дуж радног фронта товарити откопне масе на транспортер, или када одлагач, премештајући се са фронта одлагања, не може одложити јаловину са постојећег положаја транспортера на потребно место у висинском или дубинском блоку.

## Транспортери са гуменом траком
На површинским коповима транспортери са траком се користе за транспорт јаловине и корисне супстанце. Састоји се од гумене траке која представља носећи и вучни орган, носеће конструкције (траке) која носи горње и доње слогове ваљака, погонске станице, повратне станице, затезних ваљака, уређаја за чишћење траке и бубњева, утоварног/истоварног уређаја и уређаја за контролу и аутоматско управљање.

## Фактори који утичу на фреквенцију померања
- капацитет и технички параметри основних машина,
- дужина транспортера (односно блока),
- организација рада,
- стање подлоге и климатских услова,
- врсте напредовања радних етажа (паралелно или радијално),
- број основних машина на једном експлоатационом фронту,
- висина радних етажа (у висинском и дубинском блоку),
- стабилност косина радних етажа.[1]Транспортер са траком

## Време трајања померања
Услови од којих зависи трајање померања транспортера су следећи:
1. геомеханички и хидрогеолошки услови;
2. атмосферски услови;
3. конструктивни(технички)услови;
4. рударски услови;
5. технолошки услови.[1]

### Најважнији геомеханички и хидрогеолошки услови
Најважнији геомеханички и хидрогеолошки услови су: врста тла, степен његове одводњености и присуство површинских и подземних вода. Ови услови имају директан утицај на време померања са аспекта врсте земљишта које лежи на равни померања и врсте и количине воде лежишта, које се појављују на тој етажној равни. Међу повољне теренске услове могу се убројати померање по етажним равнима од следећих геолошких творевина: сипког песка, шљунка, лигнита (односно од материјала који или лако пропуштају воду или је не пропуштају). Најнеповољније услове померања стварају терени са глином и иловачом. Хидрогеолошке услове померања транспортних трака могуће је поправити ефикасним одводњавањем.

### Атмосферски услови
Под атмосферске услове спада: количина падавина, топљење снега, интезитет мразева и ветрова, просечне температуре одређеног подручја итд. Они на одлучујући начин могу да утичу на време померања и тесно су повезани са хидрогеолошким и рударским условима.

### Најважнији конструктивни услови који су везани за радове померања
Најважнији конструктивни услови везани за радове померања су: способност носеће конструкције и шина да трпе деформације, облик прага, квалитет спојева шине и прага, квалитет спојева шине и шине, техничке могућности базне машине ѕа померање, конструкције и квалитет главе са ролнама, тежина транспортера са траком по метру дужином, капацитет транспортера итд.
Носеће конструкције транспортера са траком и шина морају дозволити деформацију конструкције за време померања, али без настајања трајних деформација. Способност деформације је важна, јер одређује максимални корак померања машине за померање и максималну брзину померања карактеристичне "С-кривине" дуж шине за померање. Шине за површинске копове морају поднети велика оптерећења и бити отпорне на хабање. Везице код померљивих транспортера имају специјални профил, који омогућује пролаз главе за померање.
Квалитет ове везе је доста битан, јер при померању долази до сабијања и развлачења споја. Потом има специјалне ушке у које се убацују специјални клинови облика слова "Т", који причвршћују шину и омогућују јој одговарајућу покретљивост (чиме се смањују оптерећења шина, прагова и спојева) приликом померања транспортера, као и лаку монтажу и демонтажу.
Битан утицај на ефикасност померања има правинла веза између шина и прага која мора да:
-има довољну способност преношења знатних сила (при извлачењу замрзнутих и пропалих у земљу понтона силе су веће);
-осигура неопходну могућност деформације тј. могућност померања прага у односу на шину од неколико степени у хоризонталној равни;
-осигура брзо и лако спајање, растављање и замену у случају оштећења помоћу једноставних алата и без великих сила.

### Рударски услови
Под рударске услове убрајамо: могућност и угао нагиба слоја, стабилнност подлоге и радних косина (етажа), коефицијент откривке, конфигурацију терена, физичко-механичке особине тла и друге.

### Технолошки услови
Технолошки услови су: технологија померања и технологија откопавања (висински, дубински рад), рад у фронту или блоку.

## Врсте померања транспортера
Померање транспортера може бити:
- -паралелно (када се цео транспортер помера за укупан корак померања траке),
- -радијално (када се погонска или повратна станица помера за корак померања, а друга само ротира),
- -комбиновано (комбинација претходна два померања).[1]

## Припремни радови
Управник, шеф система и шеф припремних радова заједно са машинским и електро инжењером система, одређују време померања, утврђују број радника и врше избор помоћне механизације, са којом ће се вршити померање. Обично шеф система одређује редослед радова до почетка самог померања, а после шеф припремних радова.
Дан пре почетка померања мора се извршити детаљан преглед целокупног транспортера и отклонити сви недостаци.
Потребно је прегледати следеће:
1. шине- уколико је нека шина пукла или напрсла, заменити је или на том месту урадити састав шина везицама. Шине морају бити чисте. У зимском периоду се мора прегледати да на шини нема леда који ће онемогућити пролаз главе са ролнама преко главне шине и отежати издизање шине са понтонима.
2. везице- све оштећене и напукле везице заменити као и завртње.
3. понтоне- поломљене понтоне заменити, а где недостају пужићи поставити друге.
4. чланке
5. осигураче на шинама
6. горње и доње слогове носећих ваљака- да ли су исправни, правинло подешени итд.
7. ушке на понтону погонске и повратне станице- уколико је нека ушка пукла треба је заварити.
Непосредно пре померања (2-3 часа) радници јаловинског система морају обавити следеће послове:
-зауставити систем и испразнити све траке;
-обезбедити да потребне машине помоћне механиације буду на својим местима;
-очистити делове око погонске и повратне станице, нарочито код анкера.
Припремни радови се обично обављају у трећој смени у времену од 4-7 часова пре померања у првој смени.

## Планирање производње
Краткорочно планирање производње врши се на основу позиције багера, његовог капацитета уз прорачун потребног времена транспорта тракама. Садржај пепела се контролише он-лајн анализатором на сабирним транспортерима и на депонији копа. Повезаност прорачуна ових података омогућава давање инфрмација о квалитету угља за сваки утоварени воз без лабораторијских анализа или директног мерења на утоварним тачкама.